# 2612 Kathryn
2612 Kathryn је астероид главног астероидног појаса чија средња удаљеност од Сунца износи 2,894 астрономских јединица (АЈ).
Апсолутна магнитуда астероида је 10,8.